# Severe Acute Respiratory Syndrome
SARS (Severe Acute Respiratory Syndrome, vertaald: ernstig acuut ademhalingssyndroom) is een luchtweginfectie met soms een levensbedreigende vorm van atypische longontsteking. De eerste gevallen verschenen in de Chinese provincie Guangdong, eind 2002. De ziekte is besmettelijk van mens op mens, en verspreidde zich naar Hongkong, en van daaruit naar Vietnam, Canada en andere landen. In China zijn gevallen gemeld vanuit vele delen van het land.
De ziekte wordt veroorzaakt door het SARS-virus. Dat is een type Betacoronavirus dat vóór de uitbraak van SARS niet eerder bij mensen was aangetroffen.
De ziekte lijkt in ongeveer 5-15% van de gevallen een dodelijke afloop te hebben. Vooral ouderen zijn kwetsbaar maar voor jonge mensen is de infectie zeker niet ongevaarlijk.
Behalve via de adem is besmetting vermoedelijk ook mogelijk via urine, ontlasting en huidcontact. Mensen kunnen SARS ook krijgen door besmet water of voedsel te consumeren. Het virus kan niet alleen via de longen, maar ook via de nieren, de dunne darm en zweetklieren het lichaam verlaten. De meeste besmettingen gebeuren onder naaste familieleden van patiënten en het medisch personeel dat hen verzorgt. De ziekte is duidelijk minder besmettelijk dan gewone griep.
De aandoening werd ontdekt door Carlo Urbani, een arts van de Wereldgezondheidsorganisatie, die tijdens zijn onderzoek in Vietnam zelf besmet raakte en niet lang daarna aan de ziekte is overleden. Bij de identificatie van het virus dat de ziekte veroorzaakt speelde de Nederlandse viroloog Ab Osterhaus een belangrijke rol.

## Symptomen
Als symptomen van SARS gelden de volgende:
- Plotselinge koorts van minimaal 38 °C
- Spierpijn
- Hoofdpijn
- Keelpijn
- Droge hoest
- Kortademigheid

In dit stadium is de ziekte nagenoeg niet te onderscheiden van een zware griep.
Als complicatie kan optreden:
- longontsteking
- hypoxie (gebrek aan zuurstof)
- acute ademhalingsproblemen, die soms beademing noodzakelijk maken

## Incubatieperiode
De incubatieperiode is de periode tussen het moment van besmetting (vb. contact met een SARS-patiënt) en het ogenblik dat de eerste ziektetekens optreden. In het geval van SARS bedraagt deze incubatieperiode meestal 2 tot 7 dagen, hoewel vermoed wordt dat ziekteverschijnselen ook na 1 tot zelfs 14 dagen kunnen optreden.

## Diagnose
Er zijn drie diagnostische tests (ELISA, IFA, en PCR) voor SARS beschikbaar.

## Oorzaak en behandeling
Op 16 april 2003 maakte de Wereldgezondheidsorganisatie bekend dat definitief was vastgesteld dat SARS wordt veroorzaakt door een tot dan toe onbekend Betacoronavirus. Dit werd al enige tijd vermoed.
Op 30 mei 2003 meldt de NRC dat een coronavirus dat identiek is aan de veroorzaker van SARS, gevonden is in de civetkat, een Zuid-Chinese delicatesse. Mogelijk dat dit de bron is van SARS bij de mens.
Behandeling met ribavirine (oorspronkelijk een hepatitismedicijn met ernstige bijwerkingen) lijkt in sommige gevallen enig resultaat op te leveren. Daarnaast wordt de patiënt geïsoleerd verpleegd om verdere verspreiding te voorkomen. Chloroquine, een bekend en goedkoop middel tegen malaria, blijkt bij laboratoriumproeven actief tegen het SARS-virus.

## Geschiedenis
Eind 2002 woedde in de Chinese provincie Guangdong een mysterieuze longziekte, waarvan nu vermoed wordt dat het SARS geweest is. Half februari 2003 werd de WHO hiervan op de hoogte gesteld. Een arts die in Guangdong patiënten had behandeld, bracht de ziekte naar Hongkong, waar hij op 4 maart stierf. Hij infecteerde een aantal andere gasten in zijn hotel, die op hun beurt ziekenhuispersoneel besmetten.
Een volgende stap in de verspreiding werd veroorzaakt door een Amerikaanse zakenman die in Hongkong de ziekte opliep, en vervolgens naar het Vietnamese Hanoi reisde, waar hij in een ziekenhuis werd opgenomen. Sindsdien is de ziekte op vergelijkbare wijze (vliegreizen van personen die zonder het te weten de ziekte bij zich droegen) naar diverse andere landen verspreid.
Op 10 april 2003 waren volgens de WHO wereldwijd 2781 gevallen van SARS gemeld. Het aantal personen dat aan de ziekte is overleden bedroeg op die datum 111.
Op 16 april 2003 werd de definitieve identificatie bekendgemaakt van het SARS-virus dat de ziekte veroorzaakt.
BBC World Service meldde op 5 mei 2003 dat uit China en Hongkong berichten komen dat
1. ook ogenschijnlijk genezen patiënten het virus na een maand nog in waarneembare hoeveelheden kunnen uitscheiden;
2. het sterftepercentage hoger lijkt dan 4% en wellicht tussen de 7 en 10% zal uitkomen;
3. het virus zich buiten het menselijk lichaam minstens 24 uur kan handhaven op droge oppervlakken en niet door een aantal gangbare desinfectantia onschadelijk wordt gemaakt;
4. in ontlasting zou het nog aanzienlijk langer actief kunnen blijven.

Op 5 juli 2003 liet de Wereldgezondheidsorganisatie na een periode van 20 dagen zonder nieuwe gevallen weten dat de ziekte overal onder controle leek te zijn, maar waarschuwde tevens dat ze in de daarop volgende wintermaanden opnieuw zou kunnen uitbreken.
Op 17 december 2003 werd opnieuw een geval van SARS vastgesteld. Slachtoffer was een onderzoeker van een militair medisch centrum in Taiwan. De onderzoeker had eerder die maand een congres over SARS bezocht dat in Singapore werd gehouden.
Economische rapporten toonden dat SARS de economische groei van China tijdelijk tot stilstand had gebracht. Na afloop van de epidemie zette de groei echter weer door.

### Europa
In Nederland zijn geen gevallen van SARS geregistreerd. Meldingen in België bleken loos alarm. In Engeland en Duitsland zijn enkele patiënten met succes in isolatie behandeld. Op 31 mei 2003 waren er wereldwijd 8360 gevallen gemeld, waarvan 764 met fatale afloop.

### Verwante virussen en Covid-19
In de jaren na de uitbraak van SARS werden bij andere diersoorten, zoals vleermuizen, verschillende verwante virussen aangetroffen, die samen met het SARS-virus werden ingedeeld in de soort SARS-gerelateerd coronavirus. Uit deze ontdekkingen leidde men af dat er een 'reservoir' van verwante virussen endemisch is waaruit zich nieuwe zoönosen zouden kunnen ontwikkelen.
Eind 2019 dook in de Midden-Chinese stad Wuhan een nieuwe luchtwegziekte op die bleek te worden veroorzaakt door een coronavirus. De ziekte, die later de naam COVID-19 kreeg, had veel overeenkomsten met SARS maar ook verschillen in symptomen, beloop en besmettelijkheid. De ziekteverwekker was ook een SARS-gerelateerd coronavirus en kreeg de naam SARS-CoV-2.